# Opération Sonnenblume
Durant la Seconde Guerre mondiale, l'opération Sonnenblume (tournesol en allemand), désigne le déploiement en Afrique du Nord des troupes allemandes qui allaient constituer l'Afrika Korps, en février 1941. Ces troupes venaient au renfort de l'Armée italienne, proche de l'effondrement après l'attaque menée par les Britanniques en Libye.

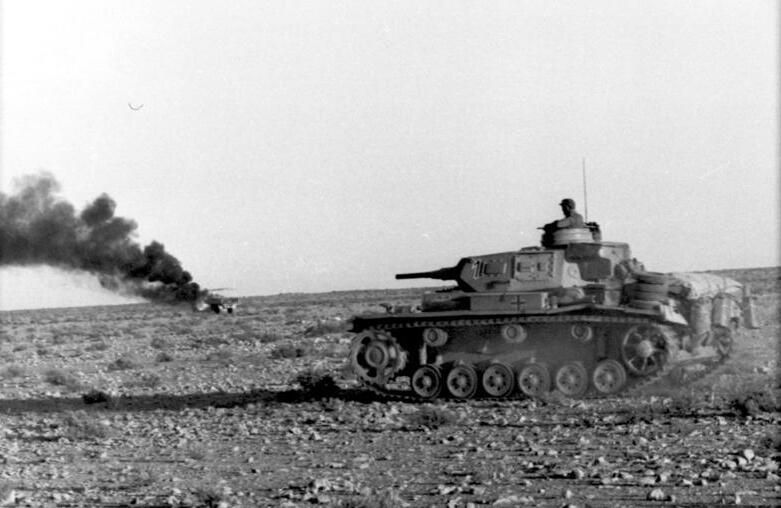
Un Panzer III dans le désert en avril 1941.

## Contexte
Lors d'un entretien le 19 décembre 1940 au Berghof (Alpes bavaroises) entre Hitler et Mussolini, celui-ci demande l'aide allemande pour soutenir les troupes italiennes en Libye, alors en mauvaise posture face aux Britanniques. Lors de l'entrée en guerre des Italiens, ceux-ci avaient lancé dès septembre 1940 une offensive contre les forces britanniques en Égypte. En effet les deux parties de  l'Empire colonial italien - Libye et Corne de l'Afrique - étaient séparées par l'Égypte et le Soudan anglo-égyptien, alors tous deux sous contrôle britannique, interdisant le passage par le canal de Suez, voie vitale pour l'Afrique orientale italienne. Mais l'offensive italienne échoua et lors de leur contre-offensive (opération Compass), les troupes britanniques s'emparèrent de la Cyrénaïque (est de la Libye) et menaçaient Tripoli. Hitler s'engage à soutenir son allié italien avec l'envoi d'une division blindée et d'une division légère.   

## Déroulement
L'ordre pour l'opération Sonnenblume fut donnée par l'Oberkommando der Wehrmacht, le Haut commandement allemand à l'Oberkommando des Heeres (Haut commandement de l'armée de terre) et à l'Oberkommando der Luftwaffe (Haut commandement de l'armée de l'air) le 6 février 1941.
Le général Erwin Rommel prit le commandement des troupes allemandes en Libye.
Deux jours plus tard, les premières unités quittaient Naples pour l'Afrique, où elles arrivaient le 11 février. Le 14 février, les premières unités de la 5e division légère (qui deviendra plus tard la 21e Panzerdivision) arrivaient à Tripoli en Libye. Il s'agissait du 3e bataillon de reconnaissance et de l'unité 39 de chasseurs de chars. Elles furent immédiatement envoyées sur le front à Syrte.
Dans les mois suivants, d'autres unités de la 5e division légère arrivèrent et en mai la 15e Panzerdivision embarquait pour l'Afrique du Nord.

## 5edivision légère
La division arriva en Afrique du Nord avec 161 chars dont 25 Panzer I, 45 Panzer II, 71 Panzer III et 20 Panzer IV.

## 15ePanzerdivision
La 15e Panzerdivision arriva en Afrique du Nord avec 136 chars, dont 45 Panzer II, 71 Panzer III et 20 Panzer IV.